# Chilevisión
Chlievisión é uma rede de televisão chilena, sendo a terceira mais antiga no ar. Em seu início, era controlada pela Universidade do Chile e conhecida como Canal 9 (a frequência da emissora entre 1960 e 1980, na cidade de Santiago). Nos anos 80, a emissora passa a ser transmitida na frequência 11 e muda seu nome para Teleonce, e, logo em seguida, para RTU (Red de Televisión de la Universidad de Chile).
Em 1993, há uma mudança de controle acionário e a rede passa a ser controlada pelo Grupo Cisneros, que controlava o canal venezuelano Venevisión. A partir desse ano, que a emissora passa a ser conhecida como Chilevision. Ao longo do anos 2000, também passou pelo controle total do Grupo Claxson até 2005, quando a rede foi vendida ao presidente chileno Sebastian Piñera, que foi o proprietário até 2010, quando a rede foi comprada pelo grupo americano Turner Broadcasting System. Em 2021, a emissora está em processo de venda a ViacomCBS.
Na programação, consta com telenovelas (dentre elas, algumas brasileiras), telejornais, programas humorísticos, jogos de futebol. Foi responsável por transmitir o Festival Internacional da Canção de Viña del Mar, entre os anos 2011 e 2018. Era detentora da segunda colocação de audiência, atrás da seu rival Mega, quase empatada com Canal 13, terceiro na audiência; no entanto, em 2021, passou a ocupar a primeira posição.

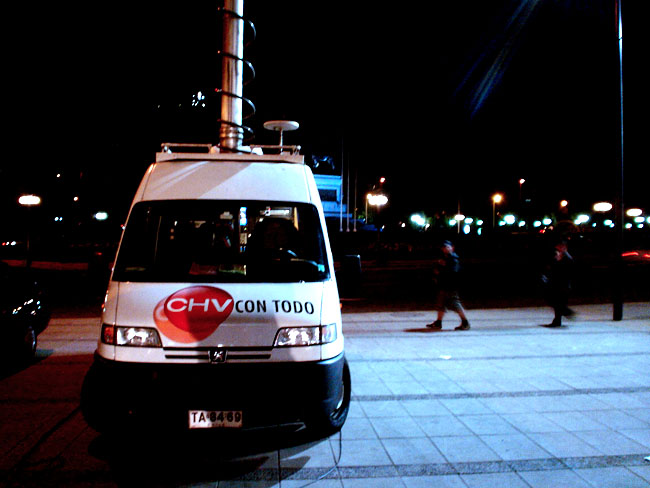
Van de transmissão da Chilevisión

## Programas

### Programas atuais
- Primer Plano (1999-presente) (show-biz), apresentado por Francisca García-Huidobro.
- Chilevisión Noticias (1996-presente) (telejornais)
- La Jueza (2008-presente) (talk show), apresentado por Carmen Gloria Arroyo.
- La Mañana (2011-presente) (matinal), apresentado por Rafael Araneda e Carolina de Moras.
- Lo Que Callamos Las Mujeres (2013-presente) (série)
- Sabingo (2016-presente) (show-biz)
- Espías del Amor (2016-presente) (reality show)
- Vidas en Riesgo (2016-presente) (série)
- ¿Quién Dice La Verdad? (2017-presente)
- Imparables (2017-presente) (reality show)
- Cable a Tierra (2017-presente)

Em breve
- Festival de Viña del Mar 2018, apresentado por Rafael Araneda e Carolina de Moras.

### Em pausa
- Killer Karaoke (Chilevisión, 2013) (competição), apresentado por Cristián Sánchez e Sergio Freire.
- Talento chileno (Chilevisión, 2010-2013) (talent show), apresentado por Julián Elfebein (2010), Rafael Araneda (2011-2012) e Eva Gómez (2013)
- Quiero Un Cambio (Chilevisión 2011-2013) (reality show)
- Teatro en Chilevisión (Chilevisión 2003-2013)
- En la mira (Chilevisión, 2006-2013) (Jornalismo Investigativo)
- Baila al Ritmo de un Sueño (Chilevisión: 2013)
- En la mira (Chilevisión, 2006-2013), apresentado por Macarena Pizarro.

### Programas anteriores
- Caso Cerrado (2015-2017) (talk show), apresentado pela Dr. Ana María Polo.

- Pasión de gavilanes (Telemundo/Caracol Televisión, 2003 - 2004) (telenovela) (2011, 2013-2014)
- El Late con Fabrizio Copano (Chilevisión, 2012) (humor)
- Fiebre de Baile (Chilevisión 2009-2012) (reality show)
- Bajo sospecha (2008 - 2010) (docu-reality)
- Salta si puedes (Chilevisión, 2013), apresentado por Rafael Araneda e Carolina de Moras.
- Sin senos no hay paraíso (Telemundo, 2008 - 2009) (telenovela)
- Padre de Familia (FOX, 1999-2002, 2005-presente) (série animada) (2013)
- Rosario (Univision / Venevisión, 2013) (telenovela)
- Corazón valiente (Telemundo, 2012-2013) (telenovela) (2012-2013)
- La Sexóloga (Chilevisión 2012-2013) (telenovela)
- Diamantes en bruto (Chilevisión, 2012-2013)
- Yingo (CHV, 2007-2013)
- Psiquicos (Chilevisión, 2012)
- Más sabe el diablo (Telemundo, 2009-2010) (telenovela) (2010, 2012)
- Una maid en Manhattan (Telemundo, 2011-2012) (telenovela) (2012)
- El talismán (Univision, 2012) (telenovela) (2012)
- Amar de nuevo (Caracol Televisión, 2011) (telenovela) (2012, cancelado)
- Corazón apasionado (Venevisión / Univision, 2012) (telenovela) (2012)
- Aurora (Telemundo, 2010-2011) (telenovela) (2012)
- Gente como tú (Chilevisión, 2006 - 2012) (matinal)
- El rostro de Analía (Telemundo 2008 - 2009) (telenovela) (2009 - 2010, 2011)
- El fantasma de Elena (Telemundo, 2010-2011) (telenovela) (2011-2012)
- Marina (Telemundo, 2007) (telenovela) (2011)
- Doña Barbara (Telemundo 2008 - 2009) (telenovela) (2009 - 2010, 2011)
- El diario de Eva (Chilevisión 2003-2010) (talk show)
- El cuerpo del deseo (Telemundo, 2005-2006) (telenovela) (2010-2011)
- Perro amor (Telemundo, 2010) (telenovela) (2010-2011)
- Vuélveme a querer (TV Azteca, 2009) (telenovela) (2009 - 2010)
- Mi vida eres tú (Venevisión, 2006) (telenovela) (2009)
- Acorralada (Venevisión, 2007) (telenovela) (2008 - 2009)
- Tierra de pasiones (Telemundo, 2006) (telenovela) (2006 - 2007)
- La tormenta (Telemundo, 2005 - 2006) (telenovela) (2005 - 2006, 2010)
- Amarte así (Telemundo, 2005) (telenovela) (2005-2006)
- Ana y los 7 (TVE, 2002 - 2005) (série) (2004 - 2007)
- ¡Anita, no te rajes! (Telemundo, 2004) (telenovela) (2004)
- Estrambótica Anastasia (RCTV, 2004) (telenovela) (2005)
- Ladrón de corazones (Telemundo, 2003) (telenovela) (2003)
- Mi gorda bella (RCTV, 2002) (telenovela) (2002 - 2003)
- Juana la virgen (RCTV, 2002) (telenovela) (2002)
- Tremendo choque (Chilevisión 2001 - 2002)
- El club de los tigritos (Chilevisión 1994 - 2002)
- Extra Jóvenes (RTU 1986 - 1993 / Chilevisión 1993 - 2001)